# ワット・シーチュム (スコータイ)

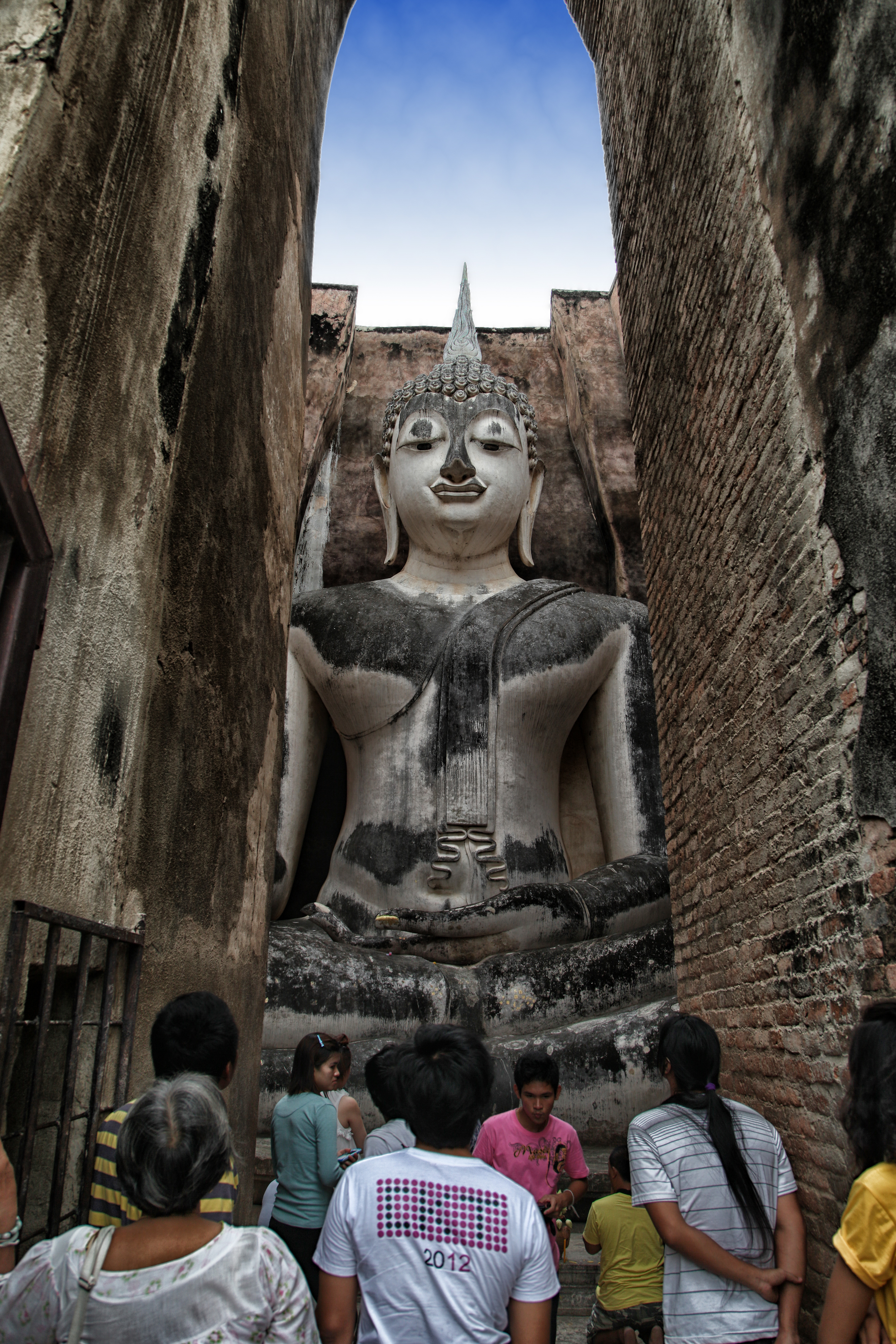
仏堂内の坐像プラ・アチャナ

ワット・シーチュム (Wat Si Chum、タイ語: วัดศรีชุม) は、タイの北部、スコータイの旧市街となるスコータイ歴史公園の北西部にある仏教寺院遺跡である。
寺院名のシー・チュムは「菩提樹の森」の意味をもつ。ワット・シーチュムは、王サイルータイ（マハータンマラーチャー2世）により14世紀末に建立されたと考えられる。

## 構成

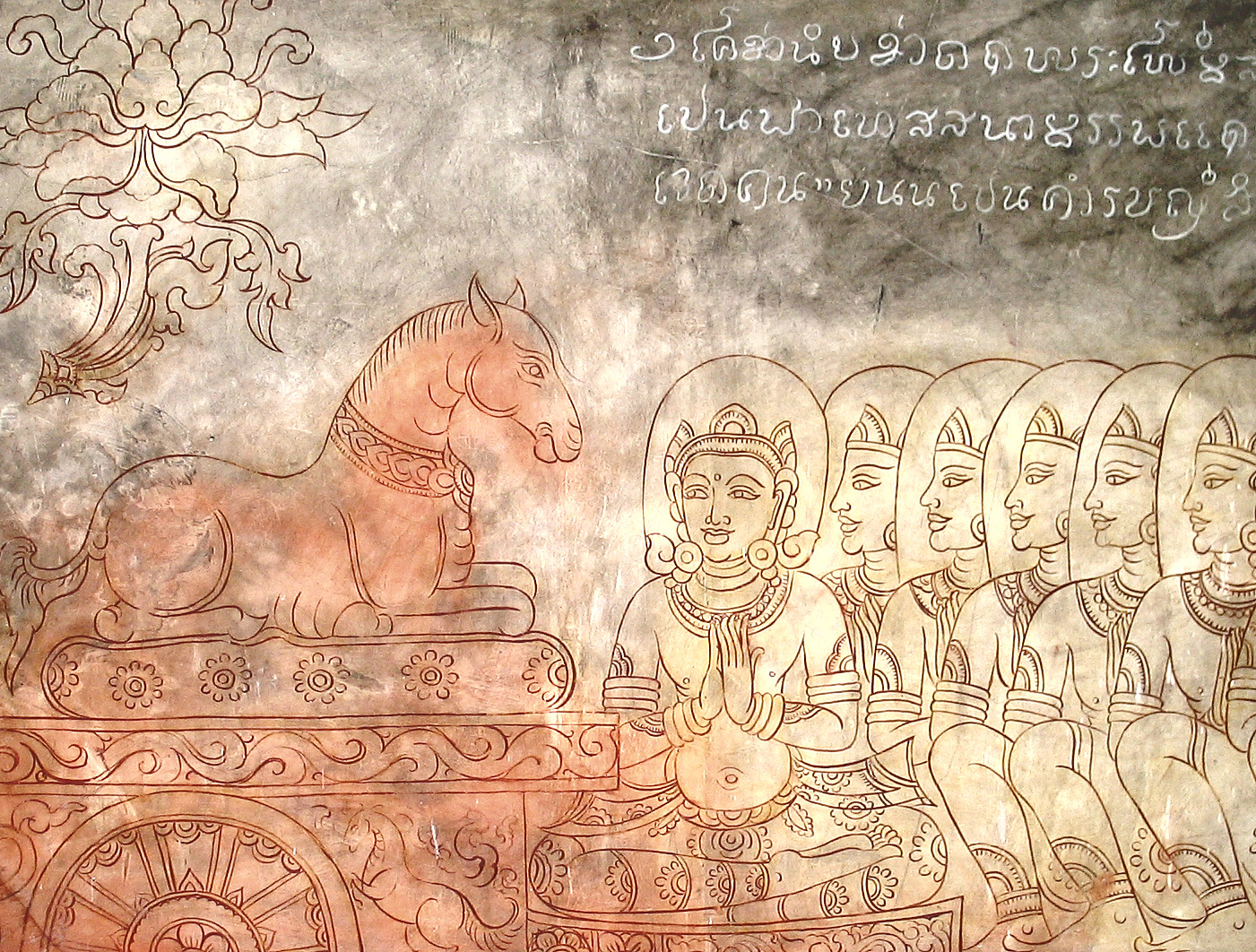
石版に描かれた釈迦の前世（ジャータカ）の描画（レプリカ）

複合体はすべて堀に囲まれている。複合体の中央に重厚な仏堂（モンドップ、mondop）がある。その仏堂内には、高さ15.6m、幅11.3mの「プラ・アチャナ」 (Phra Achana 〈Phra Ajana〉、「アチャナ仏」) と呼ばれる降魔仏坐像（触地印）がある。アチャナはパーリ語で「動かないもの、変わらないもの」を意味し、その仏像はラームカムヘーン大王碑文に言及されている「プラ・アカナ」（アカナ〈acana〉はアカラ〈acala〉と同じく「不動の」を意味する）であるといわれる。このスコータイで最大の仏坐像は、1953-1956年に修復された。
仏堂は各面の幅32m、高さ15mで、正方形の基壇を持ち、壁は2重構造でその厚さはおよそ3mである。東壁の南側には、屋上に通じている幅わずか45cmという狭い階段の通路が認められる。この通路の天井より釈迦の前世（ジャータカ）の肖像が彫られた50枚以上の石版（スレート）が発見された。13世紀後半のものとされるこれらの石版は、タイ美術の描画における最古の残存例である。これらは現在、ラームカムヘーン国立博物館に収蔵されている。
仏堂の東には、支柱の断片と3体の仏像の台座のある礼拝堂（ウィハーン、wihan）の遺構がある。仏堂の北には別の小さな礼拝堂の遺構があり、そのもう1つのより小さい礼拝堂には仏像がある。

## 伝説
『アユタヤ年代記』にはアユタヤの王ナレースワンが軍兵を集めた「ルーシー・チョム」として認められる。王たちは出兵する兵士や人民の士気を鼓舞するために、隠し廊下を通り、穴を抜けて人民に語りかけ、その演出で彼らは聞こえてくる声が本当に仏のものであると信じたという伝承がある。このことからプラ・アチャナは「しゃべる大仏」 (Phra Pood Dai) とも呼ばれた。